# Eric Smyton
Eric Smyton (Dungannon, 1934. február 4. – ?, 1987. január 26.) északír nemzetközi labdarúgó-játékvezető.

## Pályafutása

### Nemzetközi játékvezetés
Az Északír labdarúgó-szövetség Játékvezető Bizottsága (JB) 1970-ben terjesztette fel nemzetközi játékvezetőnek, a Nemzetközi Labdarúgó-szövetség (FIFA) bíróinak keretébe. Több nemzetek közötti válogatott és klubmérkőzést vezetett. Az északír nemzetközi játékvezetők rangsorában, a világbajnokság-Európa-bajnokság sorrendjében többedmagával a 16. helyet foglalja el 1 találkozó szolgálatával. Az aktív nemzetközi játékvezetéstől 1976-ban búcsúzott.

#### Európa-bajnokság
Az európai-labdarúgó torna döntőjéhez vezető úton Jugoszláviába az V., az 1976-os labdarúgó-Európa-bajnokságra az UEFA JB játékvezetőként foglalkoztatta.
| Időpont             | Helyszín                  | Mérkőzés típusa           | Mérkőzés             | Eredmény | Nézők száma |
| ------------------- | ------------------------- | ------------------------- | -------------------- | -------- | ----------- |
| 1975. szeptember 3. | Goffert Stadion, Nijmegen | előselejtező (5. csoport) | Hollandia–Finnország | 4 : 1    | 19 189      |